# Egeirotrioza corporosa
Egeirotrioza corporosa är en insektsart som beskrevs av Burckhardt och Lauterer 1993. Egeirotrioza corporosa ingår i släktet Egeirotrioza och familjen spetsbladloppor.
Artens utbredningsområde är Iran. Inga underarter finns listade i Catalogue of Life.